# Museo del Turismo (Calella)
El Museo del Turismo es un museo ubicado en Calella, inaugurado el 9 de enero de 2016.
Está ubicado en la antigua Fábrica Llobet-Guri, a la altura del cruce con la calle San Pedro de Calella de Mar, donde ocupa 1.600 metros cuadrados divididos en tres espacios. El equipamiento apoya la candidatura del Turismo patrimonio inmaterial de la Unesco. Se prevé que sea un centro de investigación y documentación y un espacio para el fomento de la cultura del turismo a través de propuestas educativas y pedagógicas, dirigidas especialmente al público escolar.